# Gergő Wöller
Gergő Wöller (Szombathely, 18 de marzo de 1983) es un deportista húngaro que compitió en lucha libre. Ganó tres medallas de bronce en el Campeonato Europeo de Lucha entre los años 2007 y 2012.

## Palmarés internacional
| Campeonato Europeo | Campeonato Europeo  | Campeonato Europeo | Campeonato Europeo |
| Año                | Lugar               | Medalla            | Categoría          |
| ------------------ | ------------------- | ------------------ | ------------------ |
| 2007               | Sofía (Bulgaria)    | Medalla de bronce  | 60 kg              |
| 2008               | Tampere (Finlandia) | Medalla de bronce  | 60 kg              |
| 2012               | Belgrado (Serbia)   | Medalla de bronce  | 66 kg              |